# 小林ゆう (お笑い芸人)
小林 ゆう（こばやし ゆう、1999年2月16日 - ）は、日本のお笑いタレントである。吉本新喜劇の座員。大阪府大阪市平野区出身。

## 来歴
- 大阪市平野区生まれ。小学校2年生の時に平野区から同市北区天満へ引っ越しした。
- 四天王寺高等学校ではスポーツ・芸術コースに在籍。当時はバレリーナを目指しており、ロシアに留学も経験した。吉本新喜劇の舞台で松浦景子がバレエを踊っているのを観て、「こういうのもあるのか」と思い吉本新喜劇を志した[1]。
- 2017年、吉本新喜劇の第9個目金の卵オーディションを受け合格し入団。ヒントン・バトルアカデミーの1期生にも合格していたが、新喜劇入りを選んだ[2]。
- 2018年、大阪マラソンに挑戦して見事に完走。
- 2019年、吉本坂46・2期生オーディションに参加するも不合格となった。
- M-1グランプリ2020では、同じ新喜劇座員の筒井亜由貴とのコンビ「ぽじてぃぶらいふ」として出場。
- 2022年10月21日、筒井とのユニット「なんでもいいよ!!」で、自身初の単独ライブ（道頓堀ZAZA HOUSE）を開催。

## 人物
- 趣味は絵をかくこと、楽しい事を見つける事
- 弟がいる。
- 特技はバレエ、歌。
- アクロバティックにうどんを食べるという特技がある。
- 人を笑顔にするのが好きである。
- ニックネームは「ゆうちゃん」と「こばゆう」である。
- 中学生時代には美術部の部長である。

## 出演番組
- よしもと新喜劇（毎日放送）
- よしもと新喜劇NEXT〜小籔千豊には怒られたくない〜（毎日放送）
- ザ・細かすぎて伝わらないモノマネ